# Mariakapel (Op de Bies)

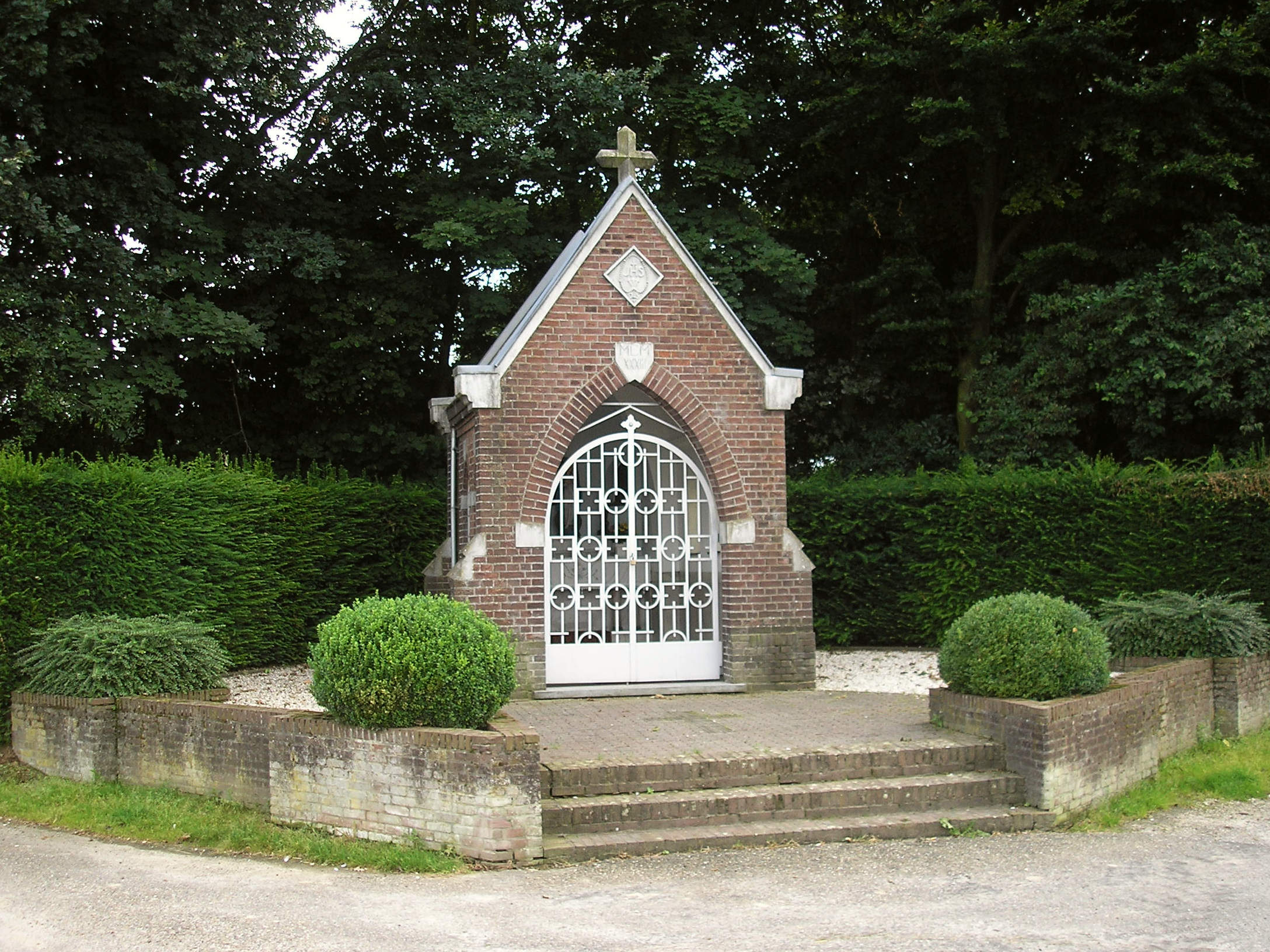
De Mariakapel in Op de Bies

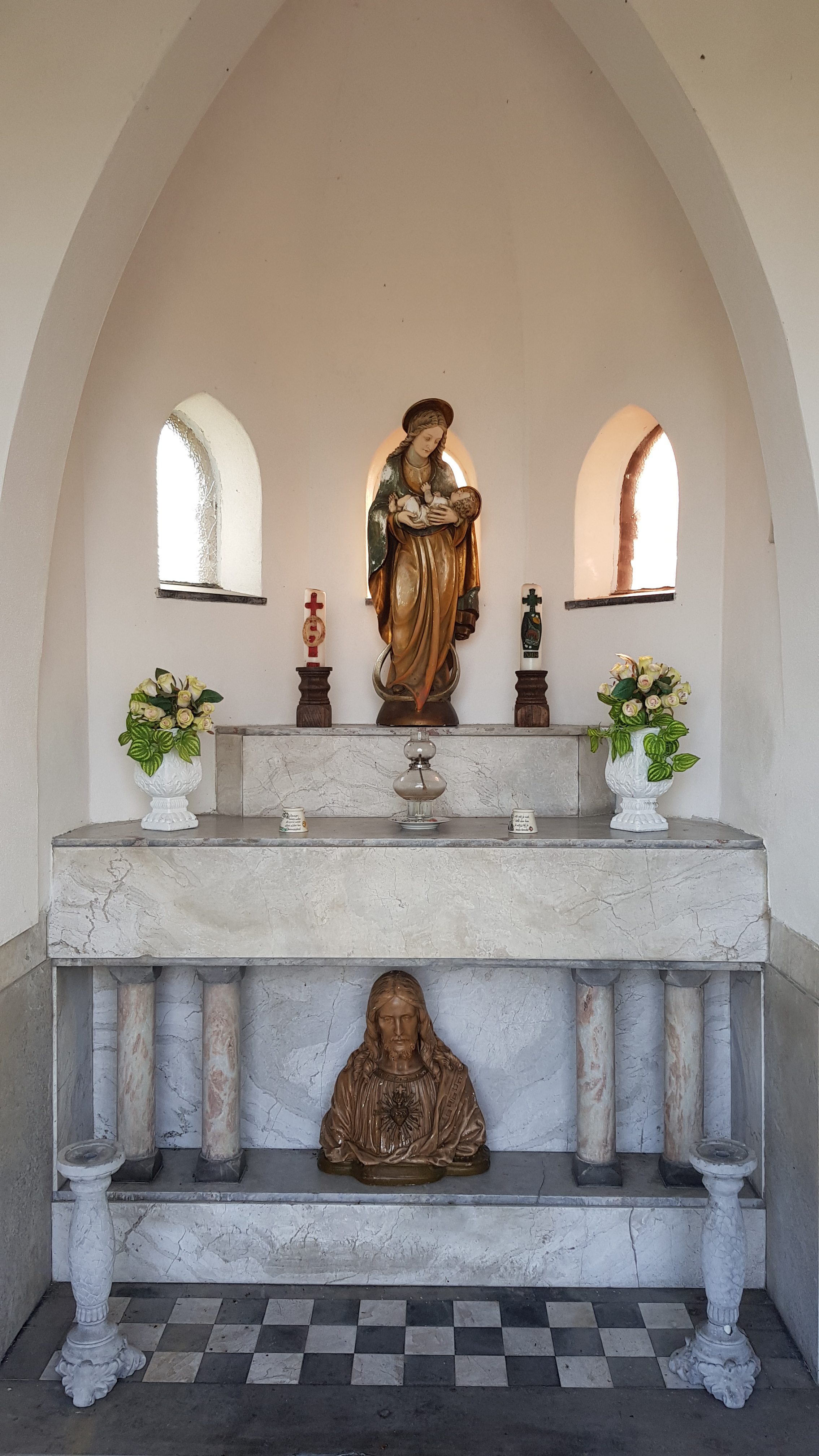
Interieur

De Mariakapel is een kapel in Op de Bies bij Schimmert in de Nederlands Zuid-Limburgse gemeente Beekdaelen. De kapel staat aan het noordoostelijk uiteinde van Op de Bies aan een kruising van de wegen Op de Bies, Valkenburgerweg en Molshaag.
De kapel is gewijd aan Maria.

## Geschiedenis
In 1933 werd de kapel gebouwd in opdracht van de zusters Dochters der Wijsheid van het Montfortanenklooster.
In 1976 werd het beheer van de kapel overgenomen door de buurtvereniging.
In 1983 werd de kapel gerestaureerd.

## Bouwwerk
De veldkapel staat op een lage verhoging en het bordes is bereikbaar via drie traptreden. De bakstenen kapel is opgetrokken op een rechthoekig plattegrond met aan de achterzijde een uitstekende driezijdige apsis en wordt gedekt door een verlaagd zadeldak met leien. In de zijgevels heeft men elk twee spitsboogvensters aangebracht voorzien van een sierlijk hek en in de gevels van de apsis is elk een spitsboogvenster geplaatst. Op de hoeken zijn er steunberen geplaatst. De frontgevel heeft schouderstukken en op de top van de puntgevel is een cementstenen kruis geplaatst. Naast baksteen als bouwmateriaal heeft men cementsteen gebruikt voor de profilering van vensterbanken, aanzetstenen, sluitstenen, uiteindes van de schouderstukken, de versnijdingen van de steunberen en het kruis op de puntgevel. Hoog in de frontgevel is een gevelsteen aangebracht dat het wapen van de Monfortanen weergeeft met daarin in reliëf een rozenkrans en de tekst:

JHS
DS

In de frontgevel bevindt zich de spitsboogvormige toegang die wordt afgesloten met een ijzeren hek. In de sluitsteen boven de toegang zijn Romeinse cijfers gegraveerd:

MCMXXXIII(1933)

Van binnen is de kapel wit geschilderd en tegen de achterwand is het altaar geplaatst. Op het altaar staat een Mariabeeldje dat Maria toont als Overwinnares van het Kwade staande op een maansikkel met het kindje Jezus op haar linkerarm.